# Zvečevo
Zvečevo este o arie protejată (sit de importanță comunitară — SCI) din Croația întinsă pe o suprafață de 12,25 ha, integral pe uscat.

## Localizare
Centrul sitului Zvečevo este situat la coordonatele 45°32′25″N 17°30′35″E / 45.540279°N 17.509592°E.

## Înființare
Situl Zvečevo a fost declarat sit de importanță comunitară în iulie 2013 pentru a proteja un număr necunoscut de specii din flora spontană și fauna sălbatică aflate în arealul zonei.

## Biodiversitate
Situată în ecoregiunea continentală, aria protejată conține 1 habitat natural: Pajiști cu Molinia pe soluri calcaroase, turboase sau argilos-nămoloase (Molinion caeruleae).
La baza desemnării sitului se află un număr nedeclarat de specii protejate.
Pe lângă speciile protejate, pe teritoriul sitului au mai fost identificate 2 specii de plante, 1 specie de nevertebrate.